# Berrouaghia
Berrouaghia (em árabe: البرواقية) é uma comuna localizada na província de Médéa, Argélia. De acordo com o censo de 2008, a população total da cidade era de 60 152 habitantes.